# Shen Fu-Tsung
Shen Fu-Tsung (Chinees schrift: 沈福宗) ook bekend als: Michael Alphonsus Shen Fu-Tsung (Nanjing, 1658 – Portugees-Oost-Afrika, 2 september 1691), was een Chinese mandarijn uit Nanjing die als katholiek, samen met de Vlaamse jezuïet Philippe Couplet, procureur van de Chinese jezuïetenmissies in Rome, naar Europa trok en aldaar: de Republiek der Zeven Verenigde Nederlanden, Vlaanderen in de Spaanse Nederlanden, Frankrijk, Vaticaanstad, Italië, Engeland en Portugal bezocht. Daarmee was hij een van de eerste Chinese bezoekers van Europa en volgens geschiedkundigen de eerste Chinese bezoeker in het Verenigd Koninkrijk. Veel van wat er bekend is over Shen danken we aan de briefwisselingen tussen Shen en de Britse oriëntalist Thomas Hyde. In Europa, ontmoette Shen onder anderen paus Innocentius XI, koning Lodewijk XIV en koning Jacobus II.

## Naam
Shen Fu-Tsung werd geboren als Shen Fu-Tsung en is gedoopt als: Michael. Zijn familienaam was 'Shen' en zijn persoonlijke naam was 'Fu-Tsung'. In veel documentatie wordt zijn Chinese naam geromaniseerd als Shen Fu-Tsung, naar het Wade-Giles-systeem, dat in de eerste helft van de 20e eeuw de standaard was. Tegenwoordig zou men echter eerder pinyin gebruiken en zijn naam romaniseren als Shěn Fúzōng.

## Biografie

### Jonge leven
Shen werd, naar alle waarschijnlijkheid, geboren in het 14e jaar van keizer Shunzhi, in het jaar van de haan, 1658, in Nanjing. Hij was de zoon van Shěn Mǒu, de lokale dokter, en groeide op in een welgesteld Chinees-christelijk gezin. Shens ouders waren bekeerlingen en Shen werd opgevoed met het katholicisme, dat eind 16e eeuw door de Italiaanse jezuïet Matteo Ricci naar China was gebracht. Shen was in staat Klassiek Chinees te lezen maar had ook al een basiskennis van het Latijn vergaard.

### Reis naar Europa

#### Aanleiding
Shen kwam in contact met de Vlaamse jezuïeten Ferdinand Verbiest en Philippe Couplet, die hem Latijn onderwees De jezuïeten hadden als taak om in het Vaticaan verslag uit te gaan brengen over de evangelisatie van de Chinezen, maar tevens wilden zij de paus overtuigen iets te doen tegen het monopolie van de Portugese Padroado, die was geregeld middels een aantal concordaten: een serie afspraken tussen de Portugese monarchen en de Heilige Stoel die hun ongekende religieuze en monetaire macht gaven. Enkel Portugese jezuïeten of lieden die zich hadden onderworpen aan de Portugese dominantie van de Padroado konden op missie naar China worden gestuurd. Door de paus kennis te laten maken met getalenteerde Chinese kandidaten, die ook geschikt zouden zijn als priester, wilde Verbiest en Couplet de paus ervan overtuigen dat de Chinezen zelf capabel waren om geestelijken aan te wijzen en de liturgie in het Chinees uit te voeren.

#### Shens motivatie
Shen wilde zichzelf bewijzen als katholiek, maar hij wilde ook China vertegenwoordigen. Shen bracht meer dan veertig werken van Confucius met zich mee en meerdere boeken van diverse Chinese wijsgeren, alle vertaald naar het Latijn, die hij aan kopiisten ter beschikking wilde stellen. Hiermee hielp hij westerse geleerden, die zich specialiseerden in de studie van sinologie, om zich te verdiepen in de Chinese taal en morele filosofie. Vele werken zijn nog terug te vinden in de Vaticaanse Bibliotheek in Vaticaanstad.

#### Vertrek uit China, verblijf in Batavia en aankomst in Enkhuizen
Shen was 24 of 25 jaar toen op 4 december 1681 in Macau de reis naar Europa begon. Aanvankelijk zou de Chinese jezuïet Wu Li zich aansluiten bij het reisgezelschap, maar met zijn 50 jaar werd hij te oud bevonden voor de zware zeereis. Samen met Verbiest, Couplet, en een klein reisgezelschap begon hun reis op het Portugese Koopvaardijschip: "San Antonio", dat koers zette naar Europa. Maar bij het eiland Java, nabij de stad Banten, voeren zij op de klippen, waarbij hun schip zo zwaar beschadigd raakte dat het gezelschap niet verder kon reizen. Op 26 januari 1682 arriveerden zij in Batavia, alwaar zij net het laatste koopvaardijschip naar Europa misten. Een aantal leden uit het reisgezelschap keerde terug naar China, maar de anderen verbleven ruim een jaar in Batavia totdat ze op 3 februari 1683 met een Nederlands koopvaardijschip mee konden reizen. Op 8 oktober van datzelfde jaar arriveerden zij in de haven van Enkhuizen in de toenmalige Republiek der Zeven Verenigde Nederlanden.

#### Via Antwerpen naar Parijs en ontmoeting met Lodewijk XIV te Versailles
Couplet en Shen arriveerden in Antwerpen op 15 februari 1684. De jezuïetenleider aldaar gaf de Vlaamse priester Pieter Thomas van Hamme de opdracht om Couplet en Shen te begeleiden naar Rome en tevens om Shen te helpen met zijn Latijn. Op 21 maart 1684 arriveerden zij in Mechelen, de geboortestad van Couplet. Op 3 september 1683 betraden zij de buitenwijken van Parijs. Op 15 september ontmoetten zij de Franse koning Lodewijk XIV in het Kasteel van Versailles, waar Shen naar verluidt de koutou uitvoerde als begroeting en eerbetoon aan de koning. Op 16 september werd een banket gehouden ter ere van het reisgezelschap. Hierbij bad Shen in het Chinees en liet hij de Franse koning zien hoe men dient te eten met eetstokjes. De Zonnekoning op zijn beurt beval om de fonteinen in de Tuinen van Versailles water te laten spuiten, een eer die doorgaans enkel koninklijk bezoek toeviel. Naar aanleiding van het bezoek van Couplet en Shen besloot de Franse koning om een groep van Franse Jezuïeten en wetenschappers opdracht te geven zich voor te bereiden op een missiereis naar China. Het Franse voornemen zich actief bezig te gaan houden met China was een belangrijke aanval op de Portugese dominantie in China.

#### Op audiëntie bij paus Innocentius XI en een tweede verblijf in Frankrijk
In september 1684 vertrok het gezelschap naar Rome. In juni 1685 gingen Couplet en Shen op audiëntie bij paus Innocentius XI. Zij hadden de paus verzocht zijn goedkeuring te geven aan het houden van diensten in het Mandarijn en het zelfstandig aanstellen van geestelijken, met als uiteindelijk doel om de Portugese invloed op China te verkleinen. Dit verzoek werd afgewezen. Op 12 december 1685 meldde Shen zich aan om tot de jezuïetenorde in Rome toe te treden. Zijn verzoek werd ingewilligd. Maar Shen diende eerst zijn rondreis door Europa af te ronden en toe te treden tot een theologische school voor monniken in Lissabon, Portugal. Couplet en Shen reisden samen via Florence naar Parijs en arriveerden daar in de lente van 1686. Couplet moest de laatste hand leggen aan het boek Confucius Sinarum philosophus, sive scientia Sinensis latine exposita (Nederlands: Confucius de filosoof van China, of de kennis van China) waarvan hij co-auteur was.

#### Op bezoek bij Jacobus II en geportretteerd door Godfrey Kneller
Op 7 maart 1687 reisde Shen samen met Ambrogio Spinola vanuit Parijs naar Londen, waar ze arriveerden op 22 april 1687 en op 1 mei 1687 de inauguratie van de titulair bisschop Ferdinando d'Adda bijwoonden in St. James's Palace. Hun doel was om de Engelse koning Jacobus II te winnen voor hun zaak, wetende dat de koning toegewijd was aan het verspreiden van het katholicisme. De Engelse koning Jacobus II was zo onder de indruk van Shen, dat hij zijn hofschilder Godfrey Kneller de opdracht gaf een portret van Shen te schilderen. Later hing het schilderij in de kamer naast het koninklijke slaapvertrek. Kneller beschouwde het schilderij als zijn beste werk en beschreef het als zowel een religieuze afbeelding, als een portret. Het schilderij hangt in de Queen's Gallery, in Windsor Castle.

#### Ontmoeting met Thomas Hyde
In de zomer van 1687 ontmoette Shen de Britse oriëntalist, vertaler en tolk Thomas Hyde. Hyde was een linguïst en een autoriteit op het gebied van het Hebreeuws, Arabisch, Sanskriet en Turks. Shen en Hyde converseerden over Chinese geschiedenis, filosofie en taal. Omdat Shen geen Engels sprak, spraken zij in de lingua franca van de 17e eeuw: Latijn. Desgevraagd rangschikte en klassificeerde Shen de Chinese boeken in de Bodleian Library verbonden aan de Universiteit van Oxford, waarbij hij tevens de inhoud van het boek in het Latijn beschreef. Hij produceerde ook voorbeelden van het Chinese schrift voor kopergravures en hij hielp Hyde met projecten over Chinese meetsystemen en kalendersystemen. Tevens doceerde Shen enig Chinees aan Hyde en hij gaf eveneens een spoedcursus Chinese cultuur, in geschreven vorm. Deze lessen worden bewaard in de British Library.

#### Intrede in het Jesuit Novitiate en terugreis naar China
In april 1688 verlieten Shen en Couplet Londen en reisden af naar Lissabon om hun intrek te nemen in een jezuïetenklooster voor nieuwe monniken. Aldaar deed hij in 1690 zijn eerste kloostergeloftes en nam hij zijn Latijnse naam Alphonsus aan. Zijn verblijf was van korte duur. In 1691 werd hij teruggestuurd naar China. Couplet werd niet toegestaan om Shen te begeleiden daar hij een eed had gezworen zich te onderwerpen aan de Congregatie voor de Evangelisatie van de Volkeren.

#### Overlijden
In 1691 vertrok Shen naar Nederland, toentertijd de Republiek der Zeven Verenigde Nederlanden, om daar aan boord te stappen van een handelsschip dat naar China zou gaan. Nadat het schip Kaap de Goede Hoop had gepasseerd werd Shen ziek. Op 2 september, twee dagen varen van de kust van Portugees-Oost-Afrika verwijderd, kwam hij te overlijden. Shen Fu-Tsung werd 35 of 36 jaar oud.

## Onduidelijkheden
Shen is zeer waarschijnlijk geboren in 1658, in het 14e jaar van Qing-keizer Shunzhi, maar hier is geen enkele registratie van bewaard gebleven. Ingewikkelder wordt het moment van overlijden; niet alle bronnen verschaffen dezelfde data. De ene bron vermeldt het jaar 1691, de andere het jaar 1692. Een aantal bronnen vermelden zelfs de sterfdatum 2 september 1691. Het sterfjaar 1691 wordt algemeen aangenomen als het juiste sterfjaar, maar hierover hebben historici dus geen consensus bereikt. De sterfdatum 2 september lijkt betrouwbaar te zijn, daar het overlijden van Shen is geregistreerd door de Portugese autoriteiten in Portugees-Oost-Afrika. Pas een jaar later, in september 1692, toen hij onderweg was naar China voor zijn missiewerk, hoorde Couplet van diezelfde autoriteiten dat Shen was overleden.